# アメトリン

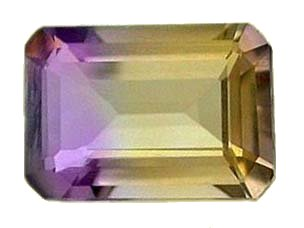
アメトリン

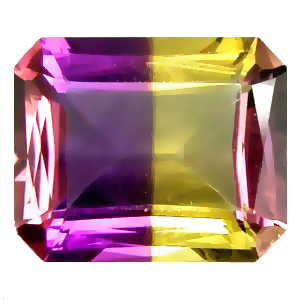
アメトリン

アメトリン（英語：Ametrine、trystine、bolivianite）は、紫水晶アメシストと黄水晶シトリンが混ざり合った希少な宝石である。
アメトリンが生成される理由としては、シトリンは元来アメシストがマグマなどの天然の熱により色彩変化したものであり、アメシストがシトリンに変わるその過程において
何らかの理由で熱が加わらなくなり、変化が途中で止まってしまうとのこと。

## 産出地
希少な宝石であるため産出地も限られている。
- ボリビア、サンタクルス県のアナイ鉱山
- ブラジル、ミナスジェライス州
- カナダ、オンタリオ州サンダーベイのオンタリオ宝石鉱山
- アメリカ、ネバダ州ワショー郡Crystal Tips No. 2 pit[1]
- インド、アーンドラ・プラデーシュ州ハイデラバード県

伝説
コンキスタドールがボリビアのアロヨ族の王女と結婚した時の持参金として贈られたアメトリンをスペインの女王へ贈呈したのが、ヨーロッパで初めて確認されたアメトリンとされている。

## 性質・特徴
モース硬度は7。比重は2.65。

## 人工的な製造
アメシストに熱や放射線を照射する宝石のトリートメントを行う事で、シトリンを製造できることから人工的な製造も行われている。